# Jüdische Gemeinde Brtnice

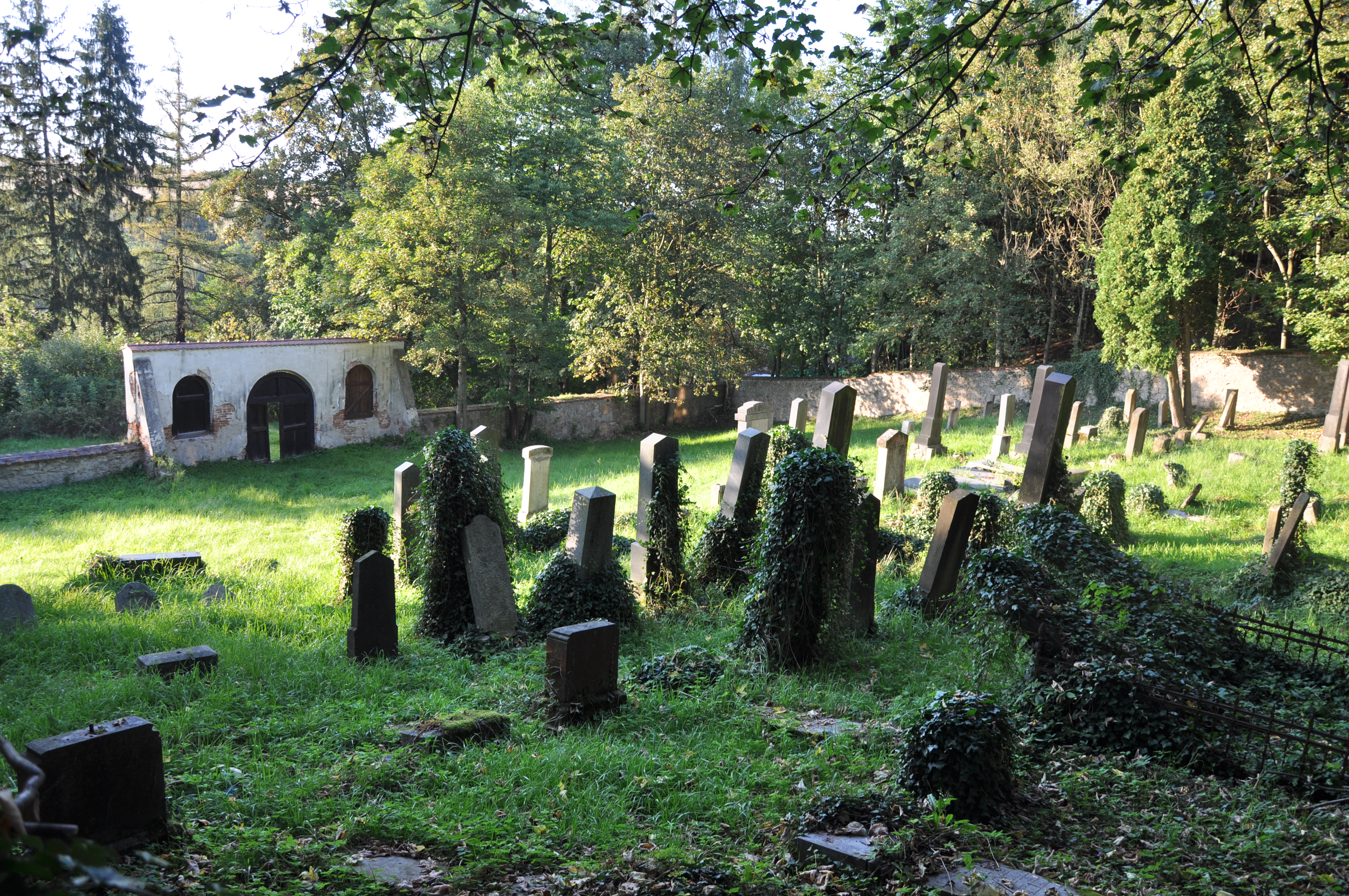
Jüdischer Friedhof in Brtnice, 2011

Die Jüdische Gemeinde in Brtnice (deutsch Pirnitz), einer tschechischen Stadt im Okres Jihlava der Region Vysočina, entstand ab dem 15. Jahrhundert.

## Geschichte
In Pirnitz soll es seit dem 15. Jahrhundert eine jüdische Gemeinde gegeben haben. Der nach 1550 angelegte Friedhof legt davon Zeugnis ab.
Im 18. Jahrhundert lebten die Juden im Ort getrennt von der christlichen Bevölkerung in einem eigenen Viertel mit circa 45 Häusern.
Die Synagoge befand sich ebenfalls im Ghetto. Der Bau soll bereits aus der Mitte des 17. Jahrhunderts stammen. In den 1880er Jahren wurde die Synagoge erweitert und eine Frauenempore errichtet.
Die jüdische Schule in Pirnitz wurde 1918 geschlossen. Die Kinder besuchten nun die tschechische Schule. Der Religions- und Deutschunterricht wurden durch einen Privatlehrer erteilt.

## Gemeindeentwicklung
| Jahr | Juden                                     |
| ---- | ----------------------------------------- |
| 1834 | 418 Personen (circa 12 % der Bevölkerung) |
| 1857 | 540 Personen                              |
| 1900 | 123 Personen                              |
| 1930 | 33 Personen                               |